# Kostel svatého Bartoloměje (Strenice)
Římskokatolický farní kostel svatého Bartoloměje ve Strenicích je barokní sakrální stavba nacházející se uprostřed obce na přírodním pískovcovém návrší. V okolí kostela je umístěno mnoho náhrobních kamenů, které sem byly přivezeny z okolních zaniklých kostelů a hřbitovů. Od roku 1967 je kostel chráněn jako kulturní památka.

## Historie
Jádro kostela je ze 14. století. Přestavěn byl v 1. polovině 18. století barokně.
Duchovní správci kostela jsou uvedeni na stránce: Římskokatolická farnost Strenice.

## Architektura
Kostel je obdélný a má pravoúhlý presbytář. Po severní straně kostela je sakristie, po jižní straně lodi je kaple sv. Antonína. Má pravoúhlý prostor kruchty, nad kterým se tyčí barokní jednopatrová věž. Ta je krytá cibulovou bání.
Vnějšek kostela je hladký. Kostel má kasulová okna. Na jižní straně lodi pod věží je osekaný gotický portálek. V závěru presbytáře se nachází gotická hrotitá okna s kružbou.
Presbytář a kaple sv. Antonína sklenuty kupolí v lodi stropu.

## Zařízení
Hlavní oltář je novější oproti době výstavby kostela. Nachází se na něm obraz sv. Bartoloměje od J. Hellicha. Dva boční oltáře jsou barokní, sloupové a portálové. Mají novější obrazy: sv. Antonína a barokní skupinu Krista a apoštolů na Olivetské hoře. Pod kruchtou jsou čtyři figurální renesanční náhrobníky členů rodu Klusáků z Kostelce z 2. poloviny 16. století.

## Okolí kostela
Okolo kostela zaniklý hřbitov s osmibokou barokní kostnicí, která má plochý strop a mansardovou střechu. U cesty k nádraží se nachází socha Panny Marie. Na podstavci má český nápis. Jedná se o hodnotnou barokní sochu z roku 1727. Zřejmě dílo J. Jelínka z Kosmonos. Nad osadou je socha sv. Valentina z 18. století a ve vsi je socha sv. Jana Nepomuckého s andělem pocházející zřejmě z poloviny 18. století.